# باري هورن
باري هورن (بالإنجليزية: Barry Horne)‏ (18 مايو 1962 في المملكة المتحدة - ) هو لاعب كرة قدم بريطاني في مركز الوسط. شارك مع منتخب ويلز لكرة القدم. أما مع النوادي، فقد لعب مع برمنغهام سيتي وشيفيلد وينزداي ونادي إيفرتون ونادي بورتسموث ونادي ريكسهام ونادي ساوثهامبتون ونادي والسول وهدرسفيلد تاون وBelper Town F.C. ‏ ونادي كيدرمينستر هاريرز لكرة القدم.

## مسيرته الكروية
لعب باري هورن خلال مسيرته الاحترافية مع 10 أندية في واحد وعشرون موسمًا وسجل خلالها 35 هدفًا ضمن 575 مباراة. حيث فاز في موسم واحد بالكأس ولم يفز بأي دوري.
خاض باري هورن مسيرته مع نادي ريل في موسم 1983–84 لمدة موسم واحد، لم يشارك في أي مباراة ولم يسجل أي هدف. ثم انتقل إلى نادي ريكسهام في موسم 1984–85 واستمر معه طيلة ثلاثة مواسم، حيث شارك في 136 مباراة سجل خلالها 17 هدفًا. لينتقل بعدها إلى نادي بورتسموث في موسم 1987–88 ولمدة موسمين، مشاركًا في 70 مباراة سجل خلالها 7 أهداف. ثم انتقل إلى نادي ساوثهامبتون في موسم 1988–89 ليلعب معه أربعة مواسم، مشاركًا في 112 مباراة سجل خلالها 6 أهداف. هذا وانتقل لاحقًا إلى نادي إيفرتون في موسم 1992–93 ليلعب معه أربعة مواسم، مشاركًا في 123 مباراة سجل خلالها 3 أهداف. ثم انتقل بعدها إلى نادي برمنغهام سيتي في موسم 1996–97 لمدة موسم واحد، مشاركًا في 33 مباراة ولم يسجل أي هدف. ليعود وينتقل من جديد، لكن هذه المرة إلى نادي هدرسفيلد تاون في موسم 1997–98 واستمر معه طيلة ثلاثة مواسم، مشاركًا في 64 مباراة سجل خلالها هدفًا واحدًا. لينتقل بعدها إلى نادي شيفيلد وينزداي في موسم 1999–00 لمدة موسم واحد، مشاركًا في 7 مباريات ولم يسجل أي هدف. ثم لعب في نادي والسول في موسم 2000–01 لمدة موسم واحد، مشاركًا في 3 مباريات ولم يسجل أي هدف أيضًا.

## وصلات خارجية
- باري هورن على موقع قاعدة بيانات كرة القدم.إي يو (الإنجليزية)
- باري هورن على موقع ناشيونال فوتبول تيمز (الإنجليزية)
- باري هورن على موقع عالم كرة القدم.نت (الإنجليزية)